# Abortiporus
Abortiporus là một chi nấm thuộc họ Meruliaceae.